# Renato Scarpa

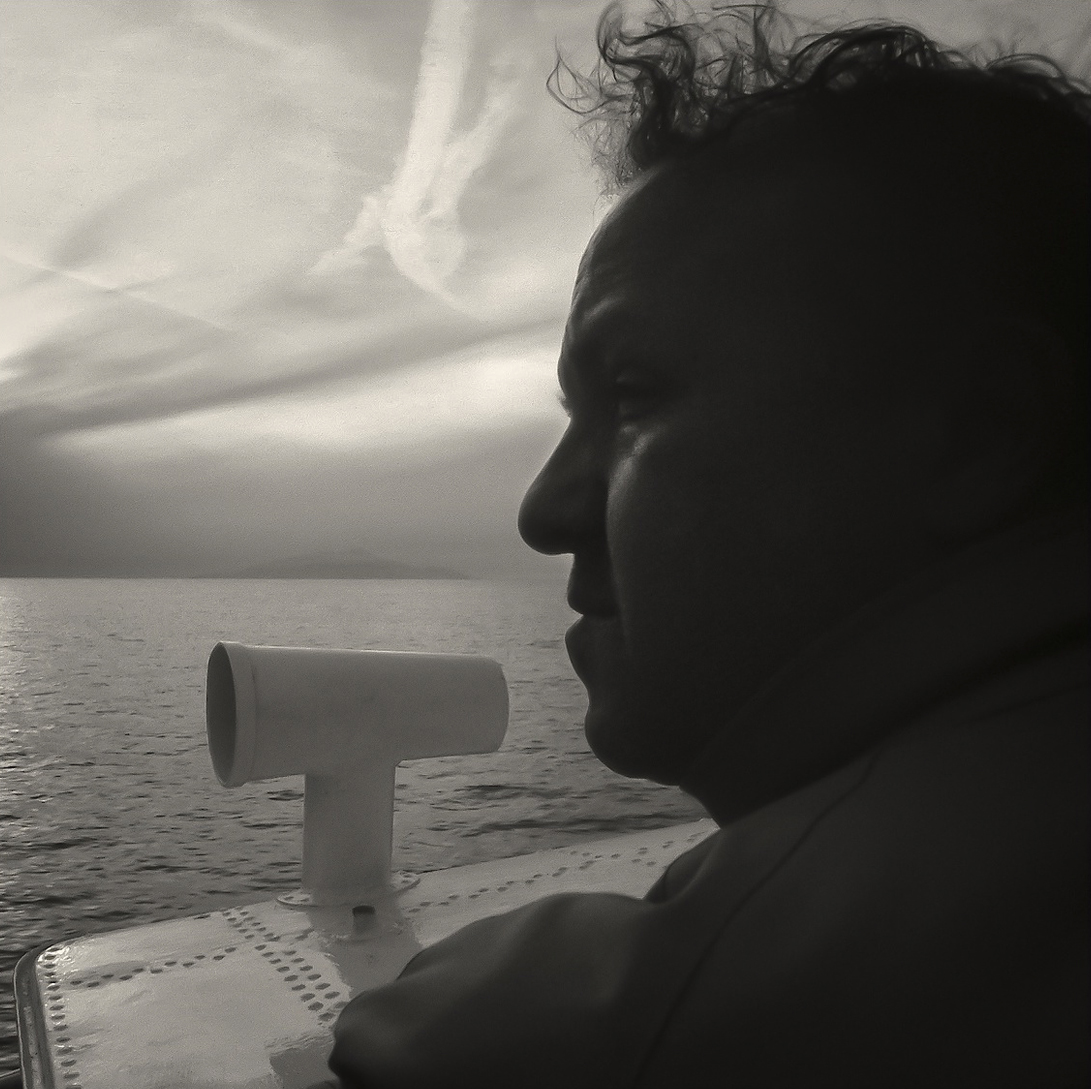
Renato Scarpa, 1988

Renato Scarpa (* 14. September 1939 in Mailand; † 30. Dezember 2021 in Rom) war ein italienischer Schauspieler.

## Leben
Scarpa hatte sein Filmdebüt 1969 im Filmdrama Im Zeichen des Skorpions von Paolo und Vittorio Taviani. Eine seiner bekanntesten Rollen spielte er wenige Jahre später in Nicolas Roegs Thriller Wenn die Gondeln Trauer tragen; an der Seite von Julie Christie und Donald Sutherland war er als Inspector Longhi zu sehen. 1975 spielte er in Roberto Rossellinis Der Messias erstmals in einer Bibel-Verfilmung. 1975 trat er in Plattfuß räumt auf an der Seite von Bud Spencer auf; weitere gemeinsame Auftritte folgten 1981 Eine Faust geht nach Westen sowie in der sechsteiligen Fernsehreihe Zwei Engel mit vier Fäusten von 1997, in der er Vater Campana darstellte. Im inszenierten Dokumentarfilm Santini’s Netzwerk von Georg Brintrup aus dem Jahr 2014 war er in der Hauptrolle des Musiksammlers Fortunato Santini zu sehen.
Scarpa spielte zudem kleine Rollen in einigen großen Hollywoodproduktionen wie Der talentierte Mr. Ripley und The Tourist. Im Fernsehen war er unter anderem 1998 an der Seite von Gérard Depardieu und Ornella Muti in der Literaturverfilmung Der Graf von Monte Christo zu sehen; zudem wirkte er in zahlreichen auf biblischen Themen basierenden Fernsehproduktionen mit, darunter Die Bibel – Josef, Die Bibel – Abraham und Die Bibel – Esther . Sein Schaffen für Film und Fernsehen umfasst mehr als 160 Produktionen.

## Filmografie (Auswahl)

### Film
- 1973: Wenn die Gondeln Trauer tragen (Don’t Look Now)
- 1975: Der Messias (Il Messia)
- 1975: Plattfuß räumt auf (Piedone a Hong Kong)
- 1977: Suspiria
- 1981: Eine Faust geht nach Westen (Occhio alla penna)
- 1983: Das anonyme Bekenntnis (Benvenuta)
- 1994: Der Postmann (Il Postino)
- 1994: Nur für Dich (Only You)
- 1995: Trinity und Babyface (Trinità & Bambino… e adesso tocca di noi)
- 1997: Duell der Degen (Le Bossu)
- 1997: Rosanna’s letzter Wille (Roseanna’s Grave)
- 1999: Der talentierte Mr. Ripley (The Talented Mr. Ripley)
- 2000: Azzurro
- 2001: Das Zimmer meines Sohnes (La stanza del figlio)
- 2008: Marcello, Marcello – Der Sommer der ersten Liebe (Marcello Marcello)
- 2009: Palestrina – Fürst der Musik (Palestrina princeps musicae)
- 2010: The Tourist
- 2011: Habemus Papam – Ein Papst büxt aus (Habemus Papam)
- 2012: Diaz – Don’t Clean Up This Blood (Diaz)
- 2013: Santini’s Netzwerk (La Rete di Santini)
- 2015: Das Märchen der Märchen (Il racconto dei racconti)

### Fernsehen
- 1982: Die Kartause von Parma (La certosa Di Parma)
- 1983: Strada Pia
- 1985: A.D. – Anno Domini (A.D.)
- 1993: Die Bibel – Abraham (Abraham)
- 1995: Die Bibel – Josef (Joseph)
- 1997: Zwei Engel mit vier Fäusten (Noi siamo angeli)
- 1998: Der Graf von Monte Christo (Le Comte de Monte Christo)
- 1999: Commissario Montalbano
- 1999: Die Bibel – Esther (Esther)
- 2000: Joseph von Nazareth (Giuseppe di Nazareth)
- 2011: Gottes mächtige Dienerin